# Miniverse
Miniverse es una película documental que se estrenó en el servicio de suscripción de video a pedido CuriosityStream, en asociación con la productora Flight 33 Productions. Miniverse es presentado por el excomandante de la Estación Espacial Internacional Coronel Chris Hadfield. El concepto de la película es llevar la extensión del Sistema Solar a la escala de los Estados Unidos continentales. En la película, Hadfield conduce en un viaje a través del país explorando planetas y cuerpos celestes con un asiento de pasajeros giratorio, presentando a astrónomos famosos, viajando desde Nueva York a California. La película se estrenó el 17 de abril de 2017.
Gráficos y escenas de Miniverse colocan el sol sobre Long Island, Marte sobre la Freedom Tower de Nueva York y Júpiter sobre el Lincoln Memorial en Washington D. C. Más tarde, Hadfield guía su automóvil a través de un cinturón de asteroides a alta velocidad. El elenco de apoyo de Miniverse presenta al físico teórico Dr. Michio Kaku, así como al astrónomo jefe y director del Planetario Fels en el Instituto Franklin de Filadelfia, el Dr. Derrick Pitts y la Dra. Laura Danly, curadora en el Observatorio Griffith en Los Ángeles. 

## Cobertura mediática
- Space.com [7]
- El poste de Huffington [8]
- Yahoo! Noticias [9]
- Universo hoy [10]
- Estrella de Toronto [11]
- Astronomía (revista) [12]